# فهرست برندگان مدال المپیک زمستانی ۲۰۱۸
بازی‌های المپیک زمستانی ۲۰۱۸ در شهرستان پیونگ چانگ، کره جنوبی، در ۹ تا ۲۵ فوریه ۲۰۱۸ برگزار شد در این بازی‌ها ۱۰۲ رویداد در ۱۵ رشته ورزشی برگزار شد و اولین المپیک زمستانی بود که بیش از ۱۰۰ مدال اهدا شد. چهار رشته جدید در ورزش‌های موجود به برنامه المپیک زمستانی در پیونگ چانگ از جمله اسنوبورد هوایی بزرگ، کرلینگ دونفره مختلط، اسکیت سرعت شروع دسته جمعی، و اسکی آلپاین تیمی مختلط معرفی شدند.

## اسکی آلپاین

### رویدادهای مردان
| بازی‌ها       | طلا                       | نقره                    | برنز                       |
| Downhill     | اکسل لوند اسویندال · نروژ | شیتیل یانسرود · نروژ    | بیت فیوز · سوئیس           |
| Super-G      | ماتیاس مایر · اتریش       | بیت فیوز · سوئیس        | شیتیل یانسرود · نروژ       |
| Giant slalom | مارسل هیرشر · اتریش       | هنریک کریستوفرسن · نروژ | الکسی پنتورو · فرانسه      |
| Slalom       | آندری میرر · سوئد         | رامون زنهویسرن · سوئیس  | مایکل مت · اتریش           |
| Combined     | مارسل هیرشر · اتریش       | الکسی پنتورو · فرانسه   | ویکتور موفا-ژانده · فرانسه |

### رویدادهای زنان
| رویداد       | طلا                                  | نقره                                 | برنز                             |
| Downhill     | سوفیا گوجا · ایتالیا                 | راگنهیلد مووینکل · نروژ              | لیندزی وان · ایالات متحده آمریکا |
| Super-G      | استر لدتسکا · جمهوری چک              | آنا فایت · اتریش                     | تینا ویراتر · لیختن‌اشتاین        |
| Giant slalom | میکائلا شیفرین · ایالات متحده آمریکا | راگنهیلد مووینکل · نروژ              | فدریکا برنیون · ایتالیا          |
| Slalom       | فریدا هانسدوتر · سوئد                | وندی هولدنر · سوئیس                  | کاتارینا گالهوبر · اتریش         |
| Combined     | میشل گیزین · سوئیس                   | میکائلا شیفرین · ایالات متحده آمریکا | وندی هولدنر · سوئیس              |

### رویدادهای ترکیبی
| رویداد     | طلا                                                                                | نقره | برنز |
| Mixed team | سوئیس (SUI) · دنیس فایرابند · وندی هولدنر · لوکا آرنی · دنیل یوله · رامون زنهویسرن | اتریش (AUT) · استفانی برونر · کاتارینا گالهوبر · کاترینا لینزبرگر · مانوئل فلر · مایکل مت · مارکو شوارتز | نروژ (NOR) · نینا لوزس · کریستین لیسدال · مارن اسکولد · سباستین فاس سولواگ · لایف کریستیان نستوولد-هاگن · جاناتان نوردبوتن |

## ورزش دوگانه

### رویدادهای مردان
| رویداد     | طلا                                                                       | نقره                                                                         | برنز                                                         |
| Individual | یوهانس تینس بو · نروژ                                                     | یاکوف فاک · اسلوونی                                                          | دومینیک لاندتینگه · اتریش                                    |
| Sprint     | آرند پایفر · آلمان                                                        | میخال کرچماژ · جمهوری چک                                                     | دومینیک ویندیش · ایتالیا                                     |
| Pursuit    | مارتین فورکاد · فرانسه                                                    | سباستین ساموئلسون · سوئد                                                     | بندیکت دال · آلمان                                           |
| Mass start | مارتین فورکاد · فرانسه                                                    | سیمون شمپ · آلمان                                                            | امیل هگل سوندسن · نروژ                                       |
| Relay      | سوئد (SWE) · پپه فملین · یسپر نلین · سباستین ساموئلسون · فردریک لیندستروم | نروژ (NOR) · لارس هلگه بیرکلند · تاریی بو · یوهانس تینس بو · امیل هگل سوندسن | آلمان (GER) · اریک لسر · بندیکت دال · آرند پایفر · سیمون شمپ |

### رویدادهای زنان
| بازی‌ها     | طلا                                                                                 | نقره                                                            | برنز                                                                     |
| Individual | هانا اوبرگ · سوئد                                                                   | آناستازیا کوزمینا · اسلواکی                                     | لاورا دالمایر · آلمان                                                    |
| Sprint     | لاورا دالمایر · آلمان                                                               | مارته اولسبو رویسلاند · نروژ                                    | ورونیکا ویتکووا · جمهوری چک                                              |
| Pursuit    | لاورا دالمایر · آلمان                                                               | آناستازیا کوزمینا · اسلواکی                                     | آنائیس بکون · فرانسه                                                     |
| Mass start | آناستازیا کوزمینا · اسلواکی                                                         | داریا دومراچوا · بلاروس                                         | تیریل اکوف · نروژ                                                        |
| Relay      | بلاروس (BLR) · نادژدا اسکاردینو · ایرینا کریوکو · دینارا آلیمبکاوا · داریا دومراچوا | سوئد (SWE) · لین پرسون · مونا برورسون · آنا مگنوسن · هانا اوبرگ | فرانسه (FRA) · آنایس شوالیه · ماری دورن آبر · ژوستین برساز · آنائیس بکون |

### رویدادهای ترکیبی
| رویداد      | طلا                                                                      | نقره                                                                               | برنز                                                                      |
| Mixed relay | فرانسه (FRA) · ماری دورن آبر · آنائیس بکون · سیمون دستیو · مارتین فورکاد | نروژ (NOR) · مارته اولسبو رویسلاند · تیریل اکوف · یوهانس تینس بو · امیل هگل سوندسن | ایتالیا (ITA) · لیسا ویتوتزی · دوروتیا ویرر · لوکاس هوفر · دومینیک ویندیش |

## بابسلد
| رویداد    | طلا                                                                        | نقره                                                                                        | برنز                                           |
| Two-man   | کانادا (CAN) · جاستین کریپس · الکساندر کوپاچ                               | Not awarded                                                                                 | لتونی (LAT) · اوسکارس ملباردیس · جانیس استرنگا |
| Two-man   | آلمان (GER) · فرانچکسو فردریش · تورستن مارگیس                              | Not awarded                                                                                 | لتونی (LAT) · اوسکارس ملباردیس · جانیس استرنگا |
| Four-man  | آلمان (GER) · فرانچکسو فردریش · کندی باور · مارتین گروتکوپ · تورستن مارگیس | کره جنوبی (KOR) · وون یون جونگ · جون جونگ-لین · سو یونگ-وو · کیم دونگ-هیون (ورزشکار بابسلد) | Not awarded                                    |
| Four-man  | آلمان (GER) · فرانچکسو فردریش · کندی باور · مارتین گروتکوپ · تورستن مارگیس | آلمان (GER) · نیکو والتر · کوین کوسکه · الکساندر رودیگر · اریک فرانکه                       | Not awarded                                    |
| Two-woman | آلمان (GER) · ماریاما یامانکا · لیزا باکویتز                               | ایالات متحده آمریکا (USA) · Elana Meyers Taylor · لورن گیبس                                 | کانادا (CAN) · کایلی هامفریز · فیلیسیا جرج     |

## اسکی صحرانوردی

### رویدادهای مردان
| بازی‌ها                 | طلا                                                                                          | نقره                                                                                             | برنز                                                                        |
| 15 kilometre freestyle | داریو کولونیا · سوئیس                                                                        | سیمن هاگستاد کروگر · نروژ                                                                        | دنیس اسپیتسوف · ورزشکاران المپیک روسیه                                      |
| 30 kilometre skiathlon | سیمن هاگستاد کروگر · نروژ                                                                    | مارتین یونسرود سوندبی · نروژ                                                                     | هانس کریستر هولند · نروژ                                                    |
| 50 kilometre classical | ایو نیسکانن · فنلاند                                                                         | الکساندر بولشونوف · ورزشکاران المپیک روسیه                                                       | آندری لارکوف · ورزشکاران المپیک روسیه                                       |
| 4 × 10 kilometre relay | نروژ (NOR) · دیدریک تونست · مارتین یونسرود سوندبی · سیمن هاگستاد کروگر · یوهانس هوسفلوت کلبو | ورزشکاران المپیک روسیه (OAR) · آندری لارکوف · الکساندر بولشونوف · الکسی چرووتکین · دنیس اسپیتسوف | فرانسه (FRA) · ژان-مارک گیار · موریس مانیفیکا · کلمان پاریس · آدرین بک‌شایدر |
| Sprint classical       | یوهانس هوسفلوت کلبو · نروژ                                                                   | فدریکو پلگرینو · ایتالیا                                                                         | الکساندر بولشونوف · ورزشکاران المپیک روسیه                                  |
| Team sprint freestyle  | نروژ (NOR) · مارتین یونسرود سوندبی · یوهانس هوسفلوت کلبو                                     | ورزشکاران المپیک روسیه (OAR) · دنیس اسپیتسوف · الکساندر بولشونوف                                 | فرانسه (FRA) · موریس مانیفیکا · ریشار ژوو                                   |

### رویدادهای زنان
| بازی‌ها                 | طلا                                                                                          | نقره                                                                              | برنز                                                                                                 |
| 10 kilometre freestyle | رانهیلد هاگا · نروژ                                                                          | شارلوت کالا · سوئد                                                                | ماریت بیورگن · نروژکریستا پارماکوسکی · فنلاند                                                        |
| 15 kilometre skiathlon | شارلوت کالا · سوئد                                                                           | ماریت بیورگن · نروژ                                                               | کریستا پارماکوسکی · فنلاند                                                                           |
| 30 kilometre classical | ماریت بیورگن · نروژ                                                                          | کریستا پارماکوسکی · فنلاند                                                        | استینا نیلسون · سوئد                                                                                 |
| 4 × 5 kilometre relay  | نروژ (NOR) · اینویلد فلوگستاد اوستبر · آسترید اورنهولت یاکوبسن · رانهیلد هاگا · ماریت بیورگن | سوئد (SWE) · آنا یانسون هاگ · شارلوت کالا · ابا اندرسون (ورزشکار) · استینا نیلسون | ورزشکاران المپیک روسیه (OAR) · ناتالیا نیپریایوا · یولیا استوپاک · آناستازیا کولشوا · آنا نچایوسکایا |
| Sprint classical       | استینا نیلسون · سوئد                                                                         | مایکن کاسپرشن فالا · نروژ                                                         | یولیا استوپاک · ورزشکاران المپیک روسیه                                                               |
| Team sprint freestyle  | ایالات متحده آمریکا (USA) · کیکان راندال · جسی دیگینز                                        | سوئد (SWE) · شارلوت کالا · استینا نیلسون                                          | نروژ (NOR) · ماریت بیورگن · مایکن کاسپرشن فالا                                                       |

## کرلینگ
| بازی‌ها         | طلا                                                                                       | نقره | برنز                                                                                        |
| مردان          | ایالات متحده آمریکا (USA) · جان شوستر · تایلر جورج · مت همیلتون · جان لندشتاینر · جو پولو | سوئد (SWE) · نیکلاس ادین · اسکار اریکسون · راسموس ورنه · کریستوفر سوندگرن · هنریک لیک                                     | سوئیس (SUI) · بنویت شوارتز · کلادیو پاتز · پیتر دی کروز · والنتین تنر · دومینیک مرکی        |
| زنان           | سوئد (SWE) · آنا هاسلبوری · سارا مک‌مانوس · آنس کنوکنهاور · سوفیا مابریس · ینی وولین       | کره جنوبی (KOR) · کیم اون-جونگ (ورزشکار کرلینگ) · کیم کیونگ-آئه · کیم سون-یونگ (ورزشکار کرلینگ) · کیم یونگ-می · کیم چو-هی | ژاپن (JPN) · ساتسوکی فوجیساوا · چینامی یوشیدا · یومی سوزوکی · یوریکا یوشیدا · ماری موتوهاشی |
| ترکیبی دو نفره | کانادا (CAN) · کیتلین لاوس · جان موریس (ورزشکار)                                          | سوئیس (SUI) · جنی پرت · مارتین ریوس                                                                                       | نروژ (NOR) · کریستین اسکالین · مگنوس ندروگتن                                                |

## اسکیت نمایشی
| بازی‌ها          | طلا | نقره | برنز |
| Men's singles   | یوزورو هانیو · ژاپن                                                                                           | شوما اونو · ژاپن | خاویر فرناندس (اسکیت‌باز نمایشی) · اسپانیا |
| Ladies' singles | آلینا زاگیتوا · ورزشکاران المپیک روسیه                                                                        | یوگنیا مدودوا · ورزشکاران المپیک روسیه | کاتلین آسموند · کانادا |
| Pairs skating   | آلیونا ساوچنکو · and برونو ماسوت (GER)                                                                        | سوئی ونجینگ · and هان کونگ (CHN) | مگان دوهامل · and اریک ردفورد (CAN) |
| Ice dancing     | تسا ویرچیو · and اسکات مویر (CAN)                                                                             | گابریلا پاپاداکیس · and گیوم سیزرون (FRA) | Maia Shibutani · and Alex Shibutani (USA) |
| Team event      | کانادا (CAN) · پاتریک چن · کاتلین آسموند · گابریل دلمان · مگان دوهامل · اریک ردفورد · تسا ویرچیو · اسکات مویر | ورزشکاران المپیک روسیه (OAR) · میخائیل کولیادا · یوگنیا مدودوا · آلینا زاگیتوا · اوگنیا تاراسووا · ولادیمیر مورازوف (ورزشکار) · ناتالیا زابیاکو · الکساندر انبرت · اکاترینا بوبرووا · دمیتری سولوویف | ایالات متحده آمریکا (USA) · ناتان چن · آدام ریپون · بردی تنل · میرای ناگاسو · الکسا کنیریم · Chris Knierim · Maia Shibutani · Alex Shibutani |

## اسکی نمایشی

### رویدادهای مردان
| بازی‌ها     | طلا                              | نقره                             | برنز                                 |
| Aerials    | اولکساندر آبرامنکو · اوکراین     | جیا زونگ یانگ · چین              | ایلیا بوروف · ورزشکاران المپیک روسیه |
| Halfpipe   | دیوید وایز · ایالات متحده آمریکا | الکس فریرا · ایالات متحده آمریکا | نیکو پورتوس · نیوزیلند               |
| Moguls     | میکائل کینگزبری · کانادا         | مت گراهام (اسکی باز) · استرالیا  | دایچی هارا · ژاپن                    |
| Ski cross  | بردی لمان · کانادا               | مارک بیشوفبرگر · سوئیس           | سرگئی ریجک · ورزشکاران المپیک روسیه  |
| Slopestyle | اوستین بروتن · نروژ              | نیک گوپر · ایالات متحده آمریکا   | الکس بولیو-مارچند · کانادا           |

### رویدادهای زنان
| بازی‌ها     | طلا                   | نقره                      | برنز                                |
| Aerials    | هانا هوسکووا · بلاروس | ژانگ شین (اسکی باز) · چین | کنگ فانیو · چین                     |
| Halfpipe   | کاسی شارپ · کانادا    | ماری مارتینو · فرانسه     | بریتا سیگورنی · ایالات متحده آمریکا |
| Moguls     | پرین لافون · فرانسه   | جاستین دوفور · کانادا     | یولیا گالیشوا · قزاقستان            |
| Ski cross  | کلسی سروا · کانادا    | بریتنی فلان · کانادا      | فانی اسمیت · سوئیس                  |
| Slopestyle | سارا هوفلین · سوئیس   | ماتیلد گرامود · سوئیس     | ایزابل اتکین · بریتانیای کبیر       |

## هاکی روی یخ
| بازی‌ها             | طلا | نقره | برنز |
| Men's tournament   | ورزشکاران المپیک روسیه (OAR) · واسیلی کوشچکین · ایگور شستیورکین · ایلیا سوروکین · ولادیسلاوف گاوریکوف · Dinar Khafizullin · بوگدان کیسلویچ · الکسی مارچنکو · نیکینا نستروف · ویاچسلاف ووینوف · آرتیوم زوب · آندری زوبارف · سرگی آندرونوف · الکساندر بارابانوف · پاول داتسوک · میخائیل گریگونکو · نیکیتا گوسف · ایلیا کابلوکوف · سرگی کالینین (بازیکن هاکی روی یخ) · کیریل کاپریزوف · ایلیا کووالچوک · سرگی موزیاکین · نیکولای پروخورکین · وادیم شیپاچیوف · سرگی شیروکوف · ایوان تلگین | آلمان (GER) · Denis Reul · Justin Krueger · Tobias Rieder · کریستین ارهوف · بروکس ماکک · Konrad Abeltshauser · مارکوس کینک · ماتیاس پلاچا · Dennis Seidenberg · Leon Draisaitl · Philipp Grubauer · دانی آوس دن بیرکن · یانیک زایدنبرگ · پاتریک رایمر · یاسین الیتس · گریت فاوزر · فرانک هوردلر · پاتریک هاگر · فلیکس شوتس · دومینیک کاهون · Philip Gogulla · داوید ولف · موریتس مولر · Frederik Tiffels | کانادا (CAN) · کارل استولری · کریس لی (بازیکن هاکی روی یخ) · چی جنووی · ژیلبرت بروله · وویتک وولسکی · درک روی · کریس کلی (بازیکن هاکی روی یخ) · راب کلینکامر · براندون کوزن · کویینتون هویدن · رنه بورک · مارک-آندری گرانیانی · اندرو ابت · میسون ریموند · اریک اودل · استفان الیوت (بازیکن هاکی روی یخ) · کودی گولوبف · بن اسکریونز · کوین پولین · جاستین پیترز · مت رابینسون · ماکسیم لاپیر · مکسیم نورو · لیندن وی · کریستین توماس (بازیکن هاکی روی یخ) |
| Women's tournament | ایالات متحده آمریکا (USA) · کیسی بلامی · هانا برنت · دنی کامرانزی · کندال کوین · بریانا دکر · مگان دوگان · کالی فلاناگان · نیکول هنزلی · آماندا کسل · مگان کلر · هیلاری نایت · جاسلین لامورو-دیویدسون · مونیک لامورو · جیجی ماروین · سیدنی مورین · کلی پانک · آماندا پلکی · امیلی فالزر · الکس ریگزبی · مدی رونی · هیلی اسکاروپا · لی استکلاین | کانادا (CAN) · مگان آگوستا · بیلی برام · امیلی کلارک · ملودی دوست · آن-رنه دبیان · رناتا فست · لارا فورتینو · هیلی اروین · برایان جنر · ربکا جانستون · ژنوی‌یو لکس · بریژیت لاکت · ژوسلین لروک · مگن میکلسون · سارا نرس · ماری-فیلیپ پولان · لورین روژو · ژیل سولنیه · ناتالی اسپونر · لارا استیسی · شانون سابادوش · بلیر ترنبول · جن ویکفیلد                                                             | فنلاند (FIN) · سنی هاکلا · جنی هایریکوسکی · ونلا هووی · میرا یالوسو · میشل کاروینن · رزا لیندشتدت · پترا نیمین · تانجا نیسکن · اما نویتینن · عیسی راهونن · میری رایسن · آنینا راجاهتا · نورا رتی · سایلا ساری · سارا ساکینن · روانجا سافیاینن · اولینا سوونپا · سوزانا تپانی · نورا تولوس · مینتو تومینن · ریکا سالینتال · لیندا لپنن · الا ویتاسو |

## لژسواری
| بازی‌ها          | طلا                                                                        | نقره                                                                     | برنز                                                               |
| Men's singles   | داوید گلایرشر · اتریش                                                      | کریس مزدزر · ایالات متحده آمریکا                                         | یوهانس لودویگ · آلمان                                              |
| Women's singles | ناتالی گایزنبرگر · آلمان                                                   | دایانا ایتبرگر · آلمان                                                   | الکس گاف (لژر) · کانادا                                            |
| Doubles         | توبیاس وندل · and توبیاس آرلت (GER)                                        | پیتر پنز · and گئورگ فیشلر (AUT)                                         | تونی اگرت · and ساشا بنکن (GER)                                    |
| Team relay      | آلمان (GER) · ناتالی گایزنبرگر · یوهانس لودویگ · توبیاس وندل · توبیاس آرلت | کانادا (CAN) · الکس گاف (لژر) · ساموئل ادنی · تریستان واکر · جاستین سینت | اتریش (AUT) · مادلین ایگل · داوید گلایرشر · پیتر پنز · گئورگ فیشلر |

## نوردیک ترکیبی
| بازی‌ها                       | طلا                                                                     | نقره                                                                     | برنز                                                                   |
| Individual large hill/10 km  | یوهانس رایدزک · آلمان                                                   | فابیان ریسله · آلمان                                                     | اریک فرنتزل · آلمان                                                    |
| Individual normal hill/10 km | اریک فرنتزل · آلمان                                                     | آکیتو واتابه · ژاپن                                                      | لوکاس کلاپفر · اتریش                                                   |
| Team large hill/4 × 5 km     | آلمان (GER) · وینسنتس گیگر · فابیان ریسله · اریک فرنتزل · یوهانس رایدزک | نروژ (NOR) · یان شمید · Espen Andersen · جارل ماگنوس ریبر · یورگن گراباک | اتریش (AUT) · ویلهلم دنیفل · لوکاس کلاپفر · برنهارد گروبر · ماریو سیدل |

## اسکیت سرعت مسیر کوتاه

### رویدادهای مردان
| بازی‌ها           | طلا                                                                           | نقره                                                      | برنز                                                                    |
| 500 metres       | وو داجینگ · چین                                                               | هوانگ دائه-هئون · کره جنوبی                               | لیم هیو-جون · کره جنوبی                                                 |
| 1000 metres      | ساموئل ژیرارد · کانادا                                                        | جان هنری کروگر · ایالات متحده آمریکا                      | سئو یی را · کره جنوبی                                                   |
| 1500 metres      | لیم هیو-جون · کره جنوبی                                                       | سوینکی کنگت · هلند                                        | سمیون الیستراتوف · ورزشکاران المپیک روسیه                               |
| 5000 metre relay | مجارستان (HUN) · شائوانگ لیو · شائولین ساندور لیو · ویکتور کنوچ · چابا بوریان | چین (CHN) · وو داجینگ · هان تیانیو · شو هونگژی · چن دکوان | کانادا (CAN) · ساموئل ژیرارد · چارلز هملین · شارل کورنویر · پاسکال دیون |

### رویدادهای زنان
| بازی‌ها           | طلا                                                                   | نقره                                                                          | برنز                                                                            |
| 500 metres       | آریانا فونتانا · ایتالیا                                              | یارا فان کرخوف · هلند                                                         | کیم بوتین · کانادا                                                              |
| 1000 metres      | سوزانه اسخولتین · هلند                                                | کیم بوتین · کانادا                                                            | آریانا فونتانا · ایتالیا                                                        |
| 1500 metres      | چوی مین-جونگ · کره جنوبی                                              | لی جینیو (اسکیت باز سرعت) · چین                                               | کیم بوتین · کانادا                                                              |
| 3000 metre relay | کره جنوبی (KOR) · شیم سوک-هی · چوی مین-جونگ · کیم یه-جین · کیم آ-لانگ | ایتالیا (ITA) · آریانا فونتانا · لوسیا پرتی · سیسیلیا مافی · مارتینا والسپینا | هلند (NED) · سوزانه اسخولتین · یارا فان کرخوف · لارا فان روایلون · یورن تر مورس |

## اسکلتون
| بازی‌ها  | طلا                           | نقره                                    | برنز                         |
| Men's   | یون سونگ-بین · کره جنوبی      | نیکیتا ترگوبوف · ورزشکاران المپیک روسیه | دوم پارسونز · بریتانیای کبیر |
| Women's | لیزی یارنولد · بریتانیای کبیر | ژاکلین لولینگ · آلمان                   | لورا دیاس · بریتانیای کبیر   |

## اسکی پرش
| بازی‌ها                         | طلا                                                                                   | نقره                                                                 | برنز                                                                     |
| Men's individual normal hill   | آندرس ولینگر · آلمان                                                                  | یوهان آندره فورفان · نروژ                                            | روبرت یوهانسون · نروژ                                                    |
| Men's individual large hill    | کامیل استوخ · لهستان                                                                  | آندرس ولینگر · آلمان                                                 | روبرت یوهانسون · نروژ                                                    |
| Men's team large hill          | نروژ (NOR) · دنیل-آندره تانده · آندریاس استیرنن · یوهان آندره فورفان · روبرت یوهانسون | آلمان (GER) · کارل گیگر · استفان لیه · ریشارد فرایتاک · آندرس ولینگر | لهستان (POL) · مکیج کوت · استفان هوله جونیور · داوید کوبچی · کامیل استوخ |
| Women's individual normal hill | مارن لیندبی · نروژ                                                                    | کاتارینا آلتهاوس · آلمان                                             | سارا تاکاناشی · ژاپن                                                     |

## اسنوبرد

### رویدادهای مردان
| بازی‌ها                | طلا                            | نقره                              | برنز                                    |
| Big Air               | سباستین توتانت · کانادا        | کایل مک · ایالات متحده آمریکا     | بیلی مورگان (اسنوبورد) · بریتانیای کبیر |
| Halfpipe              | شان وایت · ایالات متحده آمریکا | ایومو هیرانو · ژاپن               | اسکاتی جیمز · استرالیا                  |
| Parallel giant slalom | نوین گالمارینی · سوئیس         | لی سانگ هو (اسنوبورد) · کره جنوبی | شان کوشیر · اسلوونی                     |
| Slopestyle            | رد جرارد · ایالات متحده آمریکا | مکسنس پاروت · کانادا              | مارک مک‌موریس · کانادا                   |
| Snowboard cross       | پیر ولتیه · فرانسه             | جارد هیوز · استرالیا              | رخینو ارناندس · اسپانیا                 |

### رویدادهای زنان
| بازی‌ها                | طلا                                              | نقره                                             | برنز                           |
| Big Air               | آنا گاسر · اتریش                                 | جیمی اندرسون (اسنوبردسوار) · ایالات متحده آمریکا | زوی سادوفسکی- سینوت · نیوزیلند |
| Halfpipe              | کلوئه کیم · ایالات متحده آمریکا                  | لیو جیایو · چین                                  | آریل گلد · ایالات متحده آمریکا |
| Parallel giant slalom | استر لدتسکا · جمهوری چک                          | سلینا یورگ · آلمان                               | رامونا ترزیا هافمایستر · آلمان |
| Slopestyle            | جیمی اندرسون (اسنوبردسوار) · ایالات متحده آمریکا | لوری بلوین · کانادا                              | انی روکایاروی · فنلاند         |
| Snowboard cross       | میکلا مویولی · ایتالیا                           | ژولیا پریرا ده سوزا مابیلو · فرانسه              | اوا سامکووا · جمهوری چک        |

## اسکیت سرعت

### رویدادهای مردان
| بازی‌ها         | طلا                                                                              | نقره                                                                                       | برنز                                                            |
| ۵۰۰ متر        | هووارد هولمفیورد لورنتزن · نروژ                                                  | چا مین-کیو · کره جنوبی                                                                     | گائو تینگیو · چین                                               |
| ۱۰۰۰ متر       | کیالد نویس · هلند                                                                | هووارد هولمفیورد لورنتزن · نروژ                                                            | کیم ته یون (اسکیت باز سرعت) · کره جنوبی                         |
| ۱۵۰۰ متر       | کیالد نویس · هلند                                                                | پاتریک روست · هلند                                                                         | کیم مین-سوک (اسکیت‌باز سرعت) · کره جنوبی                         |
| ۵۰۰۰ متر       | اسون کرامر · هلند                                                                | تد جان بلومن (ورزشکار) · کانادا                                                            | اسور لونده پدرسن · نروژ                                         |
| ۱۰۰۰۰ متر      | تد جان بلومن (ورزشکار) · کانادا                                                  | یوریت برخسما · هلند                                                                        | نیکولا تومولرو · ایتالیا                                        |
| شروع دسته جمعی | لی سونگ-هون · کره جنوبی                                                          | بارت سوئینگز · بلژیک                                                                       | کون فروی · هلند                                                 |
| تیمی تعقیبی    | نروژ (NOR) · هووارد بوکو · سیمن اسپیلر نیلسن · اسور لونده پدرسن · سیندره هنریکسن | کره جنوبی (KOR) · لی سونگ-هون · چونگ جائه-وون · کیم مین-سوک (اسکیت‌باز سرعت) · جو هیونگ-جون | هلند (NED) · پاتریک روست · اسون کرامر · یان بلوکویسن · کون فروی |

### رویدادهای زنان
| بازی‌ها         | طلا                                                                                                | نقره                                                                    | برنز                                                                                   |
| ۵۰۰ متر        | نائو کودایرا · ژاپن                                                                                | لی سانگ-هوا · کره جنوبی                                                 | کارولینا اربانووا · جمهوری چک                                                          |
| ۱۰۰۰ متر       | یورن تر مورس · هلند                                                                                | نائو کودایرا · ژاپن                                                     | میهو تاکاگی (اسکیت‌باز سرعت) · ژاپن                                                     |
| ۱۵۰۰ متر       | آیرین وست · هلند                                                                                   | میهو تاکاگی (اسکیت‌باز سرعت) · ژاپن                                      | ماریت لینسترا · هلند                                                                   |
| ۳۰۰۰ متر       | کارلاین آختریکته · هلند                                                                            | آیرین وست · هلند                                                        | آنتوانت دی یونگ · هلند                                                                 |
| ۵۰۰۰ متر       | اسمی فیسر · هلند                                                                                   | مارتینا سابلیکووا · جمهوری چک                                           | ناتالیا ورونینا · ورزشکاران المپیک روسیه                                               |
| شروع دسته جمعی | نانا تاکاگی · ژاپن                                                                                 | کیم بو روم · کره جنوبی                                                  | ایرنه شووتن · هلند                                                                     |
| تیمی تعقیبی    | ژاپن (JPN) · میهو تاکاگی (اسکیت‌باز سرعت) · آیانو ساتو (اسکیت‌باز سرعت) · نانا تاکاگی · آیاکا کیکوچی | هلند (NED) · ماریت لینسترا · آیرین وست · آنتوانت دی یونگ · لوته فان بیک | ایالات متحده آمریکا (USA) · Heather Bergsma · بریتنی بوو · میا کیلبورگ · کارلین شووتنس |